# Lee Seng Wee
Lee Seng Wee, DUBC (en chino tradicional, 李成偉; en chino simplificado, 李成伟; pinyin, Lǐ Chéngwěi; pe̍h-ōe-jī, Lí Sîng-uí: 李成伟; chino tradicional: 李成偉; pinyin: Lǐ Chéngwěi; Pe̍h-ōe-jī: Lí Sîng-uí; 4 de abril de 1930 – 7 de agosto de 2015) fue un billonario singapurense.
Según un artículo publicado por Forbes en el 2015, la fortuna de Lee se estima en un 1600 millones de dólares estadounidenses. El tercer hijo de Lee Kong Chian,  estudió en la Universidad de Toronto y la Universidad de Ontario Occidental; allí recibió su maestría. Fue presidente del Consejo de Administración del segundo banco más grande de Singapur, Oversea-Chinese Banking Corporation (OCBC). En el 2001, dirigió una oferta pública de adquisición (OPA) de S$2400 millones por Keppel Holdings Capitals, el sexto banco singapurense más grande. En el 2003, Lee cambia su cargo de presidente a uno sin ejecución de decisiones.
El 7 de agosto de 2015, a la edad de 85, Lee falleció debido a complicaciones surgidas por un daño en la cabeza sufrido durante una caída.